# Cyrtandra aurea
Cyrtandra aurea är en tvåhjärtbladig växtart som beskrevs av William Jack. Cyrtandra aurea ingår i släktet Cyrtandra och familjen Gesneriaceae. Inga underarter finns listade i Catalogue of Life.